# Rayon d’Or
Rayon d‘Or ist eine Anfang des 20. Jahrhunderts durch den französischen Züchter Albert Seibel neu gezüchtete Weißweinsorte. Sie ist eine Kreuzung zwischen Seibel 405 und Seibel 2007 und gehört zur großen Familie der Seibel-Reben. Es handelt sich dabei um eine komplexe Züchtung, in der Gene der Wildreben Vitis rupestris, Vitis aestivalis und Vitis vinifera vorhanden sind. Im Jahr 1958 betrug die bestockte Rebfläche in Frankreich 6.965 Hektar. Im Jahr 1999 war die Fläche auf 8 Hektar geschrumpft. Kleinere Rebflächen sind auch in den Vereinigten Staaten (→Weinbau in New Jersey, →Weinbau in Ohio, →Weinbau in Pennsylvania) und in Kanada bekannt.
Da es sich somit um eine Hybridrebe handelt, ist sie für Qualitätsweine gemäß EU-Bestimmungen nicht zugelassen.
Die Sorte diente auch als Grundlage der Neuzüchtungen Seyval Blanc und Vidal Blanc.
Siehe auch die Artikel Weinbau in Frankreich, Weinbau in Kanada und Weinbau in den Vereinigten Staaten  sowie die Liste von Rebsorten.
Abstammung: Seibel 405 x Aramon du Gard (vulgo Seibel 2007)

## Synonyme
Rayon d’Or ist auch unter den Namen 4986 Seibel, Feherek Kiralya, Roi des Blancs, S-4986, Seibel 4986, Toth Lajos S. III., Zlatni Luc, Zokoy Loloutch, Zolotoi Luch und Zolotoy Loutch bekannt.

## Ampelographische Sortenmerkmale
In der Ampelographie wird der Habitus folgendermaßen beschrieben:
- Die Triebspitze ist offen. Sie ist weißwollig behaart mit leicht karminrotem Anflug. Die Jungblätter sind spinnwebig behaart.
- Die dunkelgrünen, stark glänzenden Blätter sind fünflappig. Die Stielbucht ist elliptisch offen.
- Die walzenförmige Traube ist mittelgroß und recht dichtbeerig. Die rundlichen Beeren sind mittelgroß und goldgelber Farbe.

Rayon d‘Or treibt spät aus, mit guter Pilzresistenz gegen den Mehltau (Echter Mehltau und Falscher Mehltau der Weinrebe). Anfällig ist sie dagegen gegen Anthraknose. Die Reife der Beeren stellt sich fast zeitgleich mit der des Gutedel ein. Die Rebsorte zählt damit zu den sehr früh reifenden Sorten.